# Lynx raketfly
Lynx raketflyet er et suborbital lette vandret, lande vandret (HTHL),
raket-drevent rumfly som er under udvikling af det Californisk baserede firma XCOR til at konkurrere i det gryende suborbital rumflyvningsmarked. Lynx forventes at bære en pilot, en betalende passager, og/eller en nyttelast eller små satellitter til over 100 km højde. December 2008 var billetprisen $95.000. 
Lynx blev oprindelig annonceret d. 26. marts 2008, med planer om et operationelt fartøj indenfor to år. 
Datoen er senere ændret til sent 2011. 
En tur med et Lynx raketfly var ugens tilbud i Nettos reklame 18. marts 2011.

## Beskrivelse
Lynx vil have 4 væske raketmotorer ved bagkanten af flykroppen og brændende en blanding af LOX-kerosen og hver af dem vil producere en fremdriftskraft på 13.000 N.
Mark I prototype
- Maksimal flyvehøjde: 62 km[4]
- Primær intern nyttelast: 120 kg[4]
- Ekstern monteret pod: 280 kg[4]
- Sekundær nyttelastrum omfatter i et lille rum i cockpittet bag pilotten eller udenfor fartøjet i det bagerste af flykroppen.[4]

Mark II produktionsmodel
- Maksimal flyvehøjde: +100 km[4]
- Primær intern nyttelast: 120 kg[4]
- Ekstern monteret pod: 650 kg og er stor nok til at have sende en mikrosatellit eller flere nanosatellitter i lavt kredsløb.[4]
- Sekundær nyttelastrum omfatter det samme som Mark I.[4]
- Ikke-giftig (ikke-hydrazin) reaction control system (RCS) styreraketter[7], type 3N22[8]